# Diksá
En el ámbito de las religiones tradicionales de la India, como el budismo, el hinduismo y el yainismo, diksha es el ritual de iniciación al culto de alguna deidad, por un maestro espiritual (llamado diksha gurú) que concede mantras y toma el karma del iniciado.

## El diksha en el krisnaísmo
En el caso del diksha de tradición krisnaísta:
rayi cha-atmatiaya dosháj
patní-papam sua-bhartarí
tathá sisia-artyitam papam
gurúj prapnoti nischitá

«Las faltas del consejero recaen sobre el rey y los pecados de la mujer sobre el esposo. De la misma manera, al maestro le atañen los pecados de su discípulo. Eso es cierto.
Diksha implica una transferencia de conocimiento espiritual. El Visnú-iamala-tantra, dice al respecto:
diviam gñanam iato dadiát
kuriat papasia sanksaiam
tasmad dikseti sa proktá
desikais tattua-kovidáij

Eso que da conocimiento divino
y los pecados (papa) destruye,
a eso lo llaman diksha
los conocedores de la verdad.
El sistema vaisnava pancaratrika requiere un sadhaka para realizar el proceso conocido como pancha samskara, consistente en cinco (pancha) estados de samskara (purificación):
tapaj pundram tathá namá
 mantro iagas cha panchamáj
ami ji pancha-samskaráj
paramaikanti-jetaváj

La austeridad, el pundra, el nombre [de Dios],
el mantra y la adoración ritual también, estos cinco
son ciertamente los cinco sacramentos
y son la causa de la suprema exclusividad.
iathá kanchanatam iatí
kamsiam rasá-vidhanatáj
tathá diksá-vidhanena
duiyatuam yaiate nrinam

Como una campana se vuelve de cobre al introducirla en mercurio, una persona que recibe diksha se vuelve nacido dos veces inmediatamente (Tattva-sagara, citado en el Jari-bhakti-vilasa 2.12).
Sin embargo, otros sampradaias (escuelas espiritualistas del hinduismo) utilizan procedimientos diferentes.

## En el yainismo
En la religión yaina, el diksha tiene el mismo significado. También se lo conoce como charitra y majani bhis kraman.